# Classe König
A Classe König foi uma classe de couraçados operada pela Marinha Imperial Alemã composta pelo SMS König, SMS Grosser Kurfürst, SMS Markgraf e SMS Kronprinz. Suas construções começaram em 1911, foram lançados ao mar em 1913 e 1914 e comissionados na frota alemã em 1914. O projeto dos navios da Classe König foi muito baseado na predecessora Classe Kaiser, porém apresentando um novo arranjo da bateria principal que tinha a intenção de melhorar os arcos de disparos dos canhões. Restrições orçamentárias e a necessidade de construir embarcações rapidamente a fim de manter a corrida armamentista naval com o Reino Unido impediram alterações mais radicais.
Os couraçados da Classe König eram armados com uma bateria principal composta por dez canhões de 305 milímetros montados em cinco torres de artilharia duplas. Tinham um comprimento de fora a fora de 175 metros, boca de 29 metros, calado de nove metros e um deslocamento carregado de mais de 28 mil toneladas. Seus sistemas de propulsão eram compostos por quinze caldeiras mistas de carvão e óleo combustível que alimentavam três turbinas a vapor, que por sua vez giravam três hélices até uma velocidade máxima de 21 nós (39 quilômetros por hora). Os navios também eram protegidos por um cinturão principal de blindagem que tinha entre 120 e 350 milímetros de espessura.
O trabalho de finalização nos navios foi acelerado durante a Crise de Julho de 1914 e os quatro entraram em serviço nos primeiros meses da Primeira Guerra Mundial. Eles atuaram como parte da Frota de Alto-Mar e participaram de várias operações no Mar do Norte em suporte à frota de cruzadores de batalha. Realizaram também várias surtidas infrutíferas no decorrer de 1915 para tentar atrair a atenção de alguma parte da Grande Frota britânica. Todos estiveram presente em meados de 1916 na Batalha da Jutlândia, fazendo parte da vanguarda da linha alemã. Consequentemente, enfrentaram vários dos navios capitais britânicos, com apenas o Kronprinz escapando ileso do confronto.
A prioridade das operações navais alemãs passou a ser a campanha de submarinos, reduzindo a importância da frota de superfície. Desta, forma as embarcações pouco fizeram pelo restante da guerra, porém o König e Kronprinz deram suporte para a Operação Albion em setembro de 1917, enfrentando o pré-dreadnought russo Slava. A Alemanha foi derrotada em novembro de 1918 e os quatro foram internados na base britânica de Scapa Flow junto com a maior parte da Frota de Alto-Mar. As embarcações foram deliberadamente afundadas em 21 de junho de 1919. Os destroços do Grosser Kurfürst foram reflutuados em 1938 e desmontados, mas os outros três permanecem naufragados.